# Rameshbabu Praggnanandhaa
Rameshbabu Praggnanandhaa (Chennai, 10 de agosto de 2005) es un jugador de ajedrez y Gran Maestro Internacional de la India.

## Logros
Praggnanandhaa es un jugador de ajedrez de Chennai, Tamil Nadu, India. Praggnanandhaa ganó el título de Campeonato del Mundo de ajedrez Sub-8 masculino en 2013, y el Sub-10 masculino en 2015.
En 2016, Praggnanandhaa se convirtió en el Maestro Internacional más joven de la historia, a la edad de 10 años, 10 meses y 19 días.
A la edad de 12 años, 10 meses y 13 días se ha convertido en el tercer Gran Maestro Internacional más joven de la historia.
El 15 de agosto de 2019 empezó a entrenarse con el ex-Campeón Mundial Vladimir Kramnik.
En febrero de 2025 se coronó campeón del Torneo de ajedrez Tata Steel tras vencer en muerte súbita al campeón mundial Gukesh D.
Actualmente cuenta con un Elo a ritmo clásico de 2741 (febrero de 2025) colocándose en el puesto número 14 a nivel mundial.

## Carrera de ajedrez
Praggnanandhaa ganó el título Sub-8 del Campeonato Mundial Juvenil de Ajedrez en 2013, lo que le valió el título de Maestro FIDE. Ganó el título Sub-10 en 2015.
En 2016, Praggnanandhaa se convirtió en el Gran Maestro Internacional más joven de la historia, a la edad de 10 años, 10 meses y 19 días. Obtuvo su primera norma de Gran Maestro en el Campeonato Mundial Juvenil de Ajedrez en noviembre de 2017, terminando en cuarto lugar con 8 puntos. Logró su segunda norma en el torneo Heraklion Fischer Memorial GM en Grecia el 17 de abril de 2018. El 23 de junio de 2018, alcanzó su tercera y última norma en el Gredine Open en Urtijëi, Italia, al derrotar a Luca Moroni en la octava ronda, convirtiéndose, a la edad de 12 años, 10 meses y 13 días, en la segunda persona más joven en la historia en obtener el título de Gran Maestro (Sergey Karjakin obtuvo el título a los 12 años y 7 meses). Es la quinta persona más joven en lograr el título de Gran Maestro (GM), detrás de Abhimanyu Mishra, Sergey Karjakin, Gukesh D y Javokhir Sindarov.
En 2018, Praggnanandhaa fue invitado al Magistral de León Masters en España para un enfrentamiento de cuatro partidas rápidas contra Wesley So. Ganó el primer juego, y después de tres juegos, el marcador estaba empatado 1½-1½. En el último juego, So derrotó a Praggnanandhaa, ganando el enfrentamiento 2½-1½.
En enero de 2018, Praggnanandhaa empató en el tercer lugar con el GM Alder Escobar Forero y el MI Denys Shmelov en el Invitacional GM Norm Winter 2018 del Charlotte Chess Center, celebrado en Carolina del Norte, con una puntuación de 5.0/9.
En julio de 2019, Praggnanandhaa ganó el Xtracon Chess Open en Dinamarca, con una puntuación de 8½/10 puntos (+7–0=3). El 12 de octubre de 2019, ganó el Campeonato Mundial Juvenil en la sección Sub-18 con una puntuación de 9/11. En diciembre de 2019, se convirtió en la segunda persona más joven en alcanzar una calificación de 2600, lográndolo a la edad de 14 años, 3 meses y 24 días. 
En abril de 2021, Praggnanandhaa ganó el Polgar Challenge, la primera etapa (de cuatro) del Julius Baer Challengers Chess Tour, un evento en línea rápido organizado por Julius Baer Group y Chess24.com para jóvenes talentos. Obtuvo una puntuación de 15.5/19, 1.5 puntos por delante de sus competidores más cercanos. Esta victoria le ayudó a clasificarse para el próximo Meltwater Champions Chess Tour el 24 de abril de 2021, donde terminó en décimo lugar con una puntuación de 7/15 (+4-5=6), incluyendo victorias contra Teimour Radjabov, Jan-Krzysztof Duda, Sergey Karjakin y Johan-Sebastian Christiansen, así como un empate contra el Campeón Mundial Magnus Carlsen.
Praggnanandhaa participó en la Copa Mundial de Ajedrez 2021 como el 90.º clasificado. Derrotó al GM Gabriel Sargissian 2-0 en la segunda ronda y avanzó a la cuarta ronda después de vencer al GM Michał Krasenkow en las rápidas desempates en la tercera ronda. Fue eliminado en la cuarta ronda por Maxime Vachier-Lagrave.
Praggnanandhaa jugó en la sección de Maestros del Torneo de Ajedrez Tata Steel 2022, ganando partidas contra Andrey Esipenko, Vidit Gujrathi y Nils Grandelius, terminando en el puesto 12 con una puntuación final de 5½.
El 20 de febrero de 2022, se convirtió en el tercer jugador indio (después de Anand y Harikrishna) en ganar una partida contra el Campeón Mundial Magnus Carlsen en cualquier formato de tiempo, en el torneo rápido en línea Airthings Masters del Champions Chess Tour 2022, con un control de tiempo de 15+10. El récord fue posteriormente superado por Gukesh D el 16 de octubre de 2022.
En el torneo en línea de ajedrez rápido Chessable Masters en mayo de 2022, volvió a derrotar a Carlsen, su segunda victoria sobre él en 3 meses, y avanzó a la final. 
También derrotó a Carlsen 3 veces en la FTX Crypto Cup 2022, terminando en segundo lugar detrás de Carlsen en la clasificación final.
En enero de 2023, Praggnanandhaa participó en el Tata Steel Chess Masters 2023. Derrotó a un gran maestro calificado con 2800, Ding Liren, por primera vez en una partida clásica. Terminó el torneo en noveno lugar con una puntuación de 6/13.
En la Copa Mundial de Ajedrez 2023, Praggnanandhaa, de 18 años, se convirtió en el jugador más joven del mundo en llegar a la final de la Copa Mundial de Ajedrez. Derrotó a Fabiano Caruana en desempates en la semifinal de la Copa Mundial de Ajedrez 2023. También se convirtió en el segundo indio después de Viswanathan Anand en llegar a la final en la historia de la Copa Mundial de Ajedrez. Su juego contra el ex campeón mundial Magnus Carlsen en la final resultó en una derrota en los desempates rápidos, asegurándole el segundo lugar y la clasificación para el Torneo de Candidatos 2024.
En febrero de 2025 se coronó campeón del Torneo de ajedrez Tata Steel categoría Masters después de 13 rondas a ritmo clásico frente a jugadores como Anish Giri, Fabiano Caruana, Nodirbek Abdusattorov, Arjun Erigaisi y el campeón del mundo Gukesh D, obteniendo 8.5 puntos de 13, empatando así en la primera posición junto con Gukesh. El desempate se jugó a dos partidas blitz de 3+30 perdiendo la primera partida y ganando la segunda, yendose así a muerte súbita. En la primera partida de muerte súbita con piezas blancas y 30 segundos menos de tiempo logró sobreponerse al nuevo campeón indio, uniéndose así al selecto grupo de jugadores en ganar una edición del famoso torneo.